# Arturo Ciacelli
Arturo Ciacelli, né le 28 mai 1883 à Arnara et mort le 6 juillet 1966 à Venise, est un peintre, graphiste, sculpteur et scénographe italien. Il est considéré comme l'un des principaux artistes futuristes italiens.